# Sistema penitenciario de la Guayana Francesa
Entre 1852 y 1953 funcionó en la Guayana Francesa (Francia) una vasta red de campos de trabajo, de castigo y de tránsito. Durante los más de 100 años que funcionó este sistema, 80.000 personas fueron encarceladas, muriendo 70.000.

## Historia
Un decreto fechado el 27 de septiembre de 1748 suprimió la pena de galeras en Francia. Para sustituirlas, se establecieron una serie de presidios en los principales arsenales. El primero fue Tolón. Luego vinieron Brest, Rochefort... En estos presidios fueron encarcelados decenas de miles presidiarios, denominados bagnards. Pero en la década de 1840, ciertos intelectuales y políticos pensaron que este sistema se había convertido en un lastre, debido a la cantidad de dinero necesaria para mantener este sistema. Además, se pensaba que los presos, al vivir cerca de civiles, propagarían una ola de delincuencia. Fue por eso que en 1852, el entonces emperador de los franceses Napoleón III decidió deportar a los 6.000 presos que se pudrían en la cárceles francesas a una remota e infame colonia francesa en Sudamérica: Guayana. Durante el Segundo Imperio Francés (1852-1870) cerca de 15.000 prisioneros fueron trasladados a la Guayana. Sin embargo, el auténtico auge del presidio de Cayena ocurriría durante la Tercera República Francesa entre 1887 (inicio de la relegación) y 1938 (supresión de la deportación a la Guayana). Hasta este último año, fueron enviados más de 75.000 presos de todos los estratos sociales. Pero no fue hasta 1946 cuando se suprimió el presidio y los presos fueron repatriados. Para 1953, el sistema carcelario había sido suprimido.

## Vida en los campos
Los primeros años (1852-1867) fueron una auténtica hecatombe. En 1856, la tasa de mortalidad era del 26%. Esta elevada mortalidad era debida a las enfermedades, el hambre, los malos tratos... En 1867 se decidió enviar a los presos a Nueva Caledonia. Pero para 1885, era evidente que Nueva Caledonia no imponía tanto como Guayana. Así las cosas. se decidió reiniciar el transporte de convictos a Guayana. En 1885 se aprobó la Ley Waldeck-Rousseau, que permitía la deportación de los reincidentes. 
Había tres tipos de presos: transportados (presidiarios), relegados (reincidentes) y deportados (presos políticos). De los 80.000 presos, 60.000 eran transportados.

## Prisiones más destacadas
1) Cayena
2) Saint-Laurent-du-Maroni
3) Saint-Jean-du-Maroni
4) Charvein
5) Godebert
6) Nouveau Camp
7) Saut du Tigre
8) La Forestière
9) Crique Anguille
10) Islas de la Salvación